# 2011
2011 (MMXI) е обикновена година, започваща в събота според григорианския календар. Тя е 2011-ата година от новата ера, единадесетата от третото хилядолетие и втората от 2010-те.
- Международна година на гората.
- Международна година на лицата от африкански произход.[1]
- Международназдккдлд

доброволчеството.
- Година на руската космонавтика, в чест на 50 години от първия пилотиран космически полет, осъществен от съветския космонавт Юрий Гагарин.

Съответства на:
- 1460 година по Арменския календар
- 6761 година по Асирийския календар
- 2961 година по Берберския календар
- 1373 година по Бирманския календар
- 2555 година по Будисткия календар
- 5771 – 5773 година по Еврейския календар
- 2003 – 2004 година по Етиопския календар
- 1389 – 1390 година по Иранския календар
- 1432 – 1433 година по Ислямския календар
- 4707 – 4708 година по Китайския календар
- 1727 – 1728 година по Коптския календар
- 4344 година по Корейския календар
- 2764 години от основаването на Рим
- 2554 година по Тайландския слънчев календар
- 100 година по Чучхе календара

## Събития

### Януари
- 1 януари – Унгария поема председателството на ЕС от Белгия
- 1 януари – Естония приема еврото.
- 9 – 15 януари – В Южен Судан се провежда референдум, в който 99% от гласувалите подкрепят независимост на Южен Судан.
- 11 януари – Наводнения в бразилския щат Рио де Жанейро причиняват смъртта на повече от 800 души.
- 14 януари – Тунизийският президент Зин ал Абидин бен Али е свален от власт в резултат на продължилите повече от седмица протести.
- 24 януари – На московското летище „Домодедово“ е извършен атентат, при който загиват 35 души и над 130 са ранени.
- 25 януари – Започват кървавите протести в Египет срещу продължилото повече от 30 години автократично управление на Хосни Мубарак.

### Февруари
- 1 – 28 февруари – 17-о преброяване на населението и жилищния фонд в България.
- 2 февруари – Световен ден на влажните зони и 40 години от подписването на Рамсарската конвенция.
- 11 февруари – Египетският президент Хосни Мубарак подава оставка след 18 дни на непрестанни протести.
- 19 февруари до 2 април – провеждане на световното първенство по крикет в Индия, Шри Ланка и Бангладеш.
- 22 февруари – Земетресение с магнитуд 6.3 по скалата на Рихтер разтърсва Нова Зеландия, разрушавайки големия град Крайстчърч. 166 души са загинали и повече от 100 са в неизвестност.
- 26 февруари – Избрани са талисманите на XXII Зимни олимпийски игри в Сочи – леопард, бяла мечка и заек.

### Март
- 9 март – Совалката Дискавъри се завръща от последната си астрономическа мисия след 39 осъществени мисии през 27-годишната ѝ кариера.
- 11 март – Земетресение с магнитуд 8,9 по скалата на Рихтер разтърсва североизточното крайбрежие на Япония, предизвиквайки 10-метрови вълни-цунами. Много градове са разрушени и залети от природните стихии. Повече от 8000 души са загинали и повече от 12 хиляди са в неизвестност.
- 17 март – Навършват се 150 години от създаването на Италия през 1861 г.
- 18 март – Сондата МЕСИНДЖЪР е планирана да стигне в орбита на Меркурий.
- 18 март – Сондата Нови хоризонти е планирана да стигне в орбита на Уран след петгодишно пътуване.
- 19 март – Въоръжените сили на Франция, Великобритания, САЩ и др. започват бойни полети над Либия, в изпълнение на Резолюция 1973 на Съвета за сигурност на ООН, с цел защита на цивилното население от силите на Муамар Кадафи. Поставя се началото на бомбардировките над единствената в света джамахирия.
- 23 март – Терористичен акт в Йерусалим, погубва 1 човек и ранява 35.

### Април
- 24 април – Великден
- Пакистан изпрати първия си изкуствен спътник да обикаля Земята.
- 29 април – сватбата на принц Уилям, херцог на Кеймбридж, и Кейт Мидълтън

### Юни
- 6 юни – Парламентарни избори в Португалия, победа на опозиционната Социалдемократическа партия.
- 6 юни – Български пилот извършва успешно приводняване на самолет край бреговете на Габон.
- 12 юни – Кървав атентат на пазара в пакистанския град Пешавар отнема живота на 70 души.
- 12 юни – Парламентарни избори в Турция.

### Юли
- 1 юли – Полша поема председателството на ЕС от Унгария
- 6 юли – Международният олимпийски комитет решава града, който ще бъде домакин на Зимните олимпийски игри през 2018 година.
- 12 юли – Нептун завършва първата си орбитална обиколка от откриването си през 1846 година.[2]

### Август
- 20 август – При захождане за кацане, самолетът при полет 6560 на „Фърст Еър“ се разбива в хълм, скрит от облаци, близо до летище „Резолют Бей“ в Резолют, Нунавут, Канада. Загиват 12 души на борда.

### Септември
- 7 септември – Самолетната катастрофа с отбора на „Локомотив Ярославъл“ в Русия: загиват 44 души, включително почти целият състав на отбора на „Локомотив Ярославъл“ от Континенталната хокейна лига.

### Октомври
- 23 октомври – 30 октомври – президентски избори в България
- 23 октомври – местни избори в България

### Ноември
- 6 ноември – 25 години сър Алекс Фъргюсън е начело на Манчестър Юнайтед.

### Декември
- 23 декември – Земетресние с магнитуд от 5,8 по скалата на Рихтер в новозеландския град Крайстчърч.
- 23 декември – Руският спътник „Меридиан“ пада в Сибир.
- 31 декември – Американските войници напускат Ирак.

### Неизвестни дати
- Калифорния отваря най-голямата слънчева електроцентрала в света.
- Газопроводът „Северен поток“, носещ природен газ от Русия до Германия е завършен.

## Починали
- Кънчо Аврамов, български скулптор

### Януари
- 2 януари
  - Ан Франсис, американска актриса (* 1930 г.)
  - Пийт Посълтуейт, британски актьор (* 1946 г.)
- 3 януари
  - Ева Щритматер, германска поетеса, белетристка, есеистка и авторка на книги за деца (* 1930 г.)
  - Надка Караджова, българска народна певица (* 1937 г.)
- 4 януари
  - Джери Рафърти, шотландски певец (* 1947 г.)
  - Коен Мулийн, нидерландски футболист (* 1937 г.)
  - Мохамед Буазизи, туниски бунтовник (* 1984 г.)
- 15 януари
  - Нат Лофтхаус, английски футболист (* 1925 г.)
  - Сузана Йорк, английска актриса (* 1939 г.)
- 24 януари – Бернд Айхингер, германски филмов продуцент и режисьор (* 1949 г.)
- 25 януари – Даниел Бел, американски социолог и есеист (* 1919 г.)
- 29 януари – Милтън Бабит, американски композитор (* 1916 г.)
- 30 януари – Джон Бари, английски композитор (* 1933 г.)

### Февруари
- 3 февруари – Мария Шнайдер, френска актриса (* 1952 г.)
- 6 февруари – Гери Мур, британски китарист (* 1952 г.)
- 11 февруари – Йозеф Пирунг, германски футболист (* 1949 г.)
- 12 февруари – Петер Александер, австрийски актьор и певец (* 1926 г.)
- 24 февруари – Сергей Ковальов, руски конструктор на подводници (* 1919 г.)
- 27 февруари – Неджметин Ербакан, турски политик (* 1926 г.)
- 28 февруари – Джейн Ръсел, американска актриса (* 1921 г.)

### Март
- 4 март – Симон ван дер Меер, нидерландски физик, носител на Нобелова награда (* 1925 г.)
- 5 март – Алберто Гранадо, аржентински и кубински доктор, писател и учен (* 1922 г.)
- 9 март – Давид Попов, български футболист (* 1927 г.)
- 17 март – Майкъл Гоф, английски актьор (* 1916 г.)
- 23 март – Елизабет Тейлър, британско-американска актриса (* 1932 г.)
- 27 март – Фарли Грейнджър, американски актьор (* 1925 г.)
- 29 март – Жузе Аленкар Гомес да Силва, бразилски политик (* 1931 г.)
- 30 март – Людмила Гурченко, съветска и руска кино и театрална актриса, естрадна певица (* 1935 г.)

### Април
- 1 април – Георги Русев, български театрален и кино актьор (* 1928 г.)
- 5 април – Барух Блумбърг, американски лекар, носител на Нобелова награда (* 1925 г.)
- 9 април
  - Сидни Лъмет, американски кинорежисьор (* 1924 г.)
  - Катя Динева, българска актриса (* 1929 г.)
- 14 април – Уилям Липскъм, американски химик, носител на Нобелова награда (* 1919 г.)
- 21 април – Бевърли Бийвър, американска писателка (* 1946 г.)
- 24 април – Сатия Сай Баба, индийски гуру (* 1926 г.)
- 29 април – Джоана Ръс, американска писателка (* 1937 г.)
- 30 април – Ернесто Сабато, аржентински писател (* 1911 г.)

### Май
- 1 май – Иван Славков, български спортен деятел (* 1940 г.)
- 2 май – Осама бин Ладен, основател на терористичната организацията Ал Кайда (* 1957 г.)
- 7 май – Уилард Бойл, канадски физик, носител на Нобелова награда (* 1924 г.)
- 9 май – Лидия Гейлер Техада, боливийски политик, 67-и президент на Боливия (* 1921 г.)
- 19 май – Гарет Фицджералд, ирландски политик, седми министър-председател на Република Ирландия (* 1926 г.)
- 27 май
  - Джеф Конауей, американски актьор (* 1950 г.)
  - Гил Скот-Херон, американски поет и музикант (* 1949 г.)
- 29 май
  - Сергей Багапш, абхазки агроном и политик (* 1949 г.)
  - Ференц Мадъл, унгарски учен и политик (* 1931 г.)

### Юни
- 3 юни – Джак Кеворкян, американски патолог и активист в подкрепа на евтаназията (* 1928 г.)
- 7 юни – Хорхе Семпрун, испански писател (* 1923 г.)
- 17 юни – Димитър Стоянов, български актьор и режисьор (* 1938 г.)
- 18 юни – Кларънс Клемънс, американски музикант и актьор (* 1942 г.)
- 23 юни – Питър Фолк, американски актьор (* 1927 г.)

### Юли
- 1 юли – Васа Ганчева, български режисьор и телевизионна водеща (* 1946 г.)
- 2 юли – Итамар Франку, бразилски политик, 33-ти президент на Бразилия (* 1930 г.)
- 4 юли – Ото фон Хабсбург, германски политик (* 1912 г.)
- 8 юли – Бети Форд, американска първа дама (* 1918 г.)
- 15 юли – Владимир Голев, български поет и писател (* 1922 г.)
- 17 юни – Хуан Мария Бордабери, уругвайски политик, 36-и президент на Уругвай (* 1928 г.)
- 23 юли – Ейми Уайнхаус, английска певица (* 1983 г.)
- 27 юли – Агота Кристоф, унгарско-швейцарска писателка (* 1935 г.)
- 31 юли – Бинка Желязкова, български режисъор (* 1923 г.)

### Август
- 2 август – Барух Бенасераф, американски имунолог, роден във Венецуела, носител на Нобелова награда (* 1920 г.)
- 6 август – Роман Опалка, полски художник (* 1931 г.)
- 7 август – Хари Холкери, финландски политик, 57-и министър-председател на Финландия (* 1937 г.)
- 16 август – Андрей Баюк, словенски политик, трети министър-председател на Република Словения (* 1943 г.)
- 31 август – Валерий Рождественски, съветски космонавт (* 1939 г.)

### Септември
- 6 септември – Майкъл Харт, американски писател и общественик (* 1947 г.)
- 11 септември – Клиф Робъртсън, американски актьор (* 1923 г.)
- 14 септември – Рудолф Мьосбауер, германски физик, носител на Нобелова награда за физика през 1961 г. (* 1929 г.)
- 25 септември – Вангари Маатаи, кенийска еколожка, носителка на Нобелова награда за мир през 2004 г. (* 1940 г.)
- 30 септември – Ралф Стайнман, канадски имунолог и клетъчен биолог, носител на Нобелова награда (* 1943 г.)

### Октомври
- 5 октомври – Стив Джобс, американски компютърен предприемач и създател на Apple (* 1955 г.)
- 12 октомври – Денис Ричи, американски пионер в областта на компютърните науки (* 1941 г.)
- 16 октомври – Дан Уелдън, английски автомобилен състезател (* 1978 г.)
- 17 октомври – Петър Горанов, български историк, професор (* 1926 г.)
- 20 октомври – Муамар Кадафи, полковник и диктатор на Либия (* 1942 г.)
- 22 октомври – Барбара Кьониг, германска писателка (* [[1925 г.)
- 24 октомври – Джон Маккарти, американски информатик и когнитивен изследовател (* 1927 г.)
- 25 октомври – Ливиу Чулей, румънски режисьор (* 1923 г.)
- 26 октомври – Уилям Нисканен, американски икономист (* 1933 г.)
- 27 октомври – Джеймс Хилман, американски психолог (* 1926 г.)
- 31 октомври – Флориан Алберт, унгарски футболист (* 1941 г.)

### Ноември
- 1 ноември – Атанаска Вихърова, българска актриса, нашумяла с комедийното шоу Тутурутка (* 1981 г.)
- 4 ноември
  - Алфонсо Кано, колумбийски партизанин, член на секретариата на ФАРК (* 1948 г.)
  - Норман Рамзи, американски учен, носител на Нобелова награда за физика през 1989 г. (* 1915 г.)
- 7 ноември
  - Джо Фрейзър, американски боксьор (* 1944 г.)
  - Томас Сеговия, мексикански поет и писател (* 1927 г.)
- 9 ноември
  - Хар Гобинд Корана, американски биохимик, роден в Индия, носител на Нобелова награда (* 1922 г.)
  - Йончо Арсов, български футболист и треньор (* 1929 г.)
- 12 ноември – G Dogg, български рап и хип-хоп певец (* 1980 г.)
- 14 ноември – Франц Йозеф Дегенхарт, германски писател (* 1931 г.)
- 19 ноември
  - Джон Невил, английски актьор (* 1925 г.)
  - Рут Стоун, американска поетеса (* 1915 г.)
- 21 ноември – Ан Макафри, американска писателка на научна фантастика (* 1926 г.)
- 22 ноември – Светлана Алилуева, руска филоложка и преводачка, дъщеря на Сталин от брака му с Надежда Алилуева (* 1926 г.)
- 27 ноември – Гари Спийд, уелски футболист и треньор на Уелс (* 1969 г.)
- 28 ноември – Анте Маркович, югославски политик, министър-председател на СФР Югославия (* 1924 г.)
- 30 ноември – Лека Зогу, претендент за албанския трон, син на последния албански крал Ахмед Зогу (* 1939 г.)

### Декември
- 1 декември
  - Криста Волф, германска писателка, романистка и есеистка (* 1929 г.)
  - Елизабет Йънг-Бруел, американски психотерапевт (* 1946 г.)
- 4 декември – Сократес, бразилски футболист (* 1954 г.)
- 11 декември – Велко Кънев, български театрален и кино актьор (* 1948 г.)
- 13 декември – Георги Маринов, български писател (* 1937 г.)
- 15 декември
  - Кристофър Хитчънс, британско-американски автор, литературен критик и политически журналист (* 1949 г.)
  - Йордан Парушев, български художник (* 1958 г.)
  - Пламен Ставрев, български певец, музикант и бард (* 1953 г.)
  - Красимир Кюркчийски, български композитор и диригент (* 1936 г.)
- 17 декември
  - Сезария Евора, певица от остров Сао Висенте, Кабо Верде (* 1941 г.)
  - Ким Чен Ир, генерален секретар на КРП и върховен ръководител на КНДР (* 1941 / 1942 г.)
- 18 декември – Вацлав Хавел, чешки драматург и политик (* 1936 г.)
- 24 декември
  - Йоханес Хестерс, германски актьор и певец (* 1903 г.)
  - Виталий Цешковски, руски шахматист (* 1944 г.)
  - Юлий Стоянов, български кинорежисьор (* 1930)
- 29 декември – Иван Андонов, български режисьор и живописец (* 1934 г.)
- 30 декември – Фео Мустакова-Генадиева, българска балерина (* 1909 г.)